# Lonely Hearts (chanson)
Singles de Miliyah Katō
Emotion
(2013) Love / Affection
(2014)
Lonely Hearts est le 28e single de Miliyah Katō, sorti sous le label Mastersix Foundation le 2 octobre 2013 au Japon. Il arrive 17e à l'Oricon. Il se vend à 4 725 exemplaires la première semaine et reste classé 5 semaines pour un total de 7 009 exemplaires vendus en tout. Il sort en format CD et CD+DVD. Lonely Hearts se trouve sur l'album Loveland.

## Liste des titres
| 1. | Lonely Hearts                |  |
| 2. | Only U                       |  |
| 3. | Aitai (Loneliness Remix)     |  |
| 4. | Lonely Hearts (Instrumental) |  |

| 1. | Lonely Hearts (Music Vidéo) |  |